# Тарасов, Геннадий Сергеевич
Геннадий Сергеевич Тарасов (19 марта 1946, Казань, СССР — август 2005, Казань, Россия) — заслуженный тренер РСФСР, тренер по фигурному катанию.

## Карьера
Родился в столице Татарстана Казани в марте 1946 года. С детских лет увлёкся фигурным катанием, выступал в одиночном катании. Был призёром зоны Поволжья, участвовал в 1971 году в Спартакиаде народов РСФСР, СССР.
С 1969 года в Казани начал работать тренером. В 1976 году заочно окончил Пермский педагогический институт по специальности тренер. Работал тренером до самой смерти в 2005 году. В 1979 году его ученик Александр Фадеев стал бронзовым призёром юниорского чемпионата мира, а на следующий год стал чемпионом мира среди юниоров. Тут же Фадеев был переведён в Москву, Тарасов продолжал растить молодёжь.
Среди его известных учеников также двукратная чемпионка Европы Евгения Тарасова.

## Память
С 2006 года в Казани ежегодно проводится Всероссийские соревнования «Идель», посвященные памяти Геннадия Сергеевича Тарасова.